# دزرت ادج (کالیفرنیا)
دزرت ادج (به انگلیسی: Desert Edge) یک منطقهٔ مسکونی در ایالات متحده آمریکا است که در شهرستان ریورساید، کالیفرنیا واقع شده‌است. دزرت ادج ۵٫۸۷۳ کیلومتر مربع مساحت و ۳٬۸۲۲ نفر جمعیت دارد و ۳۰۲٫۹۷ متر بالاتر از سطح دریا واقع شده‌است.